# Can
Can (tot 1970 "The Can") was een experimentele- en avant-garderockgroep. De groep werd in 1968 opgericht in Duitsland. Het was geen conventionele commerciële groep, maar wordt wel tot de belangrijkste krautrock-groepen gerekend en heeft tal van hedendaagse artiesten in de rock en elektronische muziek beïnvloed. De bandleden leunden nog enigszins aan bij tijdgenoten als The Velvet Underground of Frank Zappa, maar hun muziek was veel serieuzer en ontoegankelijker. Hun opnamen bestonden niet uit popsongs, maar bevatten geluiden, synthesizers, wereldmuziek, knip-en-plaktechnieken en elektronische muziek.

## Leden
- Holger Czukay (1938-2017): basgitaar, geluidstechnicus en elektronica (1968-1977).
- Michael Karoli (1948-2001): gitaar, zang en viool.
- Jaki Liebezeit (1939-2017): drums en percussie.
- Irmin Schmidt (1937): toetsen en zang.
- Malcolm Mooney (ca. 1944): zang (1968-1970, 1986-1991).
- Damo Suzuki (1950): zang (1970-1973).

## Geschiedenis

### Als groep (1968-1979)
Can vormde zich in 1968 te Keulen als "Inner Space". De groep bestond uit gitarist Holger Czukay, toetsenist Irmin Schmidt (beide muzikanten hadden gestudeerd bij Karlheinz Stockhausen), gitarist Michael Karoli (een leerling van Czukay) en jazzdrummer Jaki Liebezeit, samen met oorspronkelijk groepslid David Johnson.
In de herfst van 1968 werd de Amerikaanse vocalist Malcolm Mooney bij de groep gevoegd. Hij voegde intensiteit toe aan Cans muziek, die klonk als een combinatie van onder andere The Velvet Underground, James Brown en Pink Floyd. Belangrijk was de nadruk op herhaling die te horen was in bas en drums. Dit kwam duidelijk tot uiting in het 20 minuten durende nummer "Yoo Doo Right", dat een gereduceerde versie was van een zes uur durende improvisatie.
Kort daarna keerde Mooney, die met psychische problemen te maken had, terug naar Amerika. Hij werd vervangen door Damo Suzuki, een Japanse straatartiest die ze heupwiegend en zingend aantroffen buiten een café in München. Zijn zangstijl was dromeriger en mysterieuzer dan het agressieve en schreeuwerige gezang van Mooney. Cans eerste plaat met Suzuki was Soundtracks (1970), waarin zijn meertalige zangstijl karakter toevoegde aan een aantal relatief eenvoudige popsongs. Op het album verschenen ook twee nummers van Mooney, waaronder een voor Can ongewoon uitstapje naar de melodieuze jazz : "She Brings The Rain".
De volgende jaren bracht de groep zijn meest geprezen werken uit. Waar Can voor de eerste albums zich nog hoofdzakelijk baseerde op traditionele songstructuren, viel de groep tijdens het midden van hun carrière terug op een heel vlotte improvisatiestijl. Tago Mago (1971) is een grensverleggend, invloedrijk en uiterst onconventioneel album, gebaseerd op intens ritmische, op jazz geïnspireerde drums, geïmproviseerde gitaar- en keyboardsolo's (veelvuldig met elkaar verweven), tape-bewerkingen en Suzuki's eigenaardige gezang. Vooral de ritmesecties in Tago Mago zijn vaak geprezen.
Tago Mago werd opgevolgd door Ege Bamyasi (1972), een meer toegankelijke maar nog steeds avant-garde plaat. Op het album stond onder andere het aanstekelijke "Vitamin C" en de Duitse Top 40-hit "Spoon". Daarna kwam het album Future Days (1973), een vroeg voorbeeld van ambientmuziek, hoewel het ook het quasi-popnummer "Moonshake" bevatte. De namen van al deze albums duidden op de interesse van bandleden in wereldmuziek en de bijhorende talen en tradities van andere culturen.
Suzuki verliet de groep in 1973 om Jehova's getuige te worden. De zang werd nu verzorgd door Karoli en Schmidt. De muziek leed hier misschien enigszins onder; beide waren weliswaar bekwame zangers, maar noch Karoli noch Schmidt waren gedenkwaardige vocalisten, zeker wanneer men ze vergelijkt met de dolle energie van Mooney of de losbandige charme van Suzuki. Tijdens live-optredens echter groeide de muziek in intensiteit zonder centrale zang, en de groep behield het vermogen om gezamenlijk urenlang te improviseren, al dan niet rond centrale thema's.
Can bracht Soon Over Babaluma uit in 1974. Het daaropvolgende jaar tekenden ze bij Virgin Records. Doorheen de albums Landed (1975), Flow Motion (1976), Saw Delight (1977) en Out Of Reach (1978), evolueerde de groep naar een meer conventionele stijl. De disco single "I Want More" uit Flow Motion werd in het Verenigd Koninkrijk hun enige hit.
In 1977 werden voormalig Trafficbassist Roscoe Gee en percussionist Reebop Kwaku Baah bij de groep gevoegd, wat Holger Czukay naar de rand van de groepsactiveit duwde. Czukay verliet de groep in 1977, en verscheen niet meer op de albums Out Of Reach (1978) en Can (1979). De groep hield het stilletjes voor bekeken op het einde van de jaren 70, maar kwam op enkele gelegenheden wel nog eens samen.

### Latere jaren (1981-)
Sinds het einde van Can zijn alle leden betrokken geweest in verschillende muzikale projecten. In 1986 kwamen ze voor een korte tijd weer samen, met Mooney maar zonder Suzuki, om Rite Time (uitgebracht in 1989) op te nemen. Sindsdien verschenen talloze compilaties, livealbums, samples, ... Net zoals The Velvet Underground is de echte impact van Can niet hun commercieel succes geweest, maar wel hun verdere invloed, niet enkel op rockmuziek, maar evenzeer op dance.
Op 17 november 2001 overleed Michael Karoli na een langdurige ziekte aan kanker.
In 2004 bracht hun zelf opgerichte label, Spoon Records, de eerste vier albums opnieuw uit op super audio cd, de rest van de catalogus verschijnt in 2005 en later opnieuw.

## Belang en invloed
Can had een grote invloed op postpunk- en new wave-artiesten. Pete Shelley, John Lydon, Gary Numan, Ultravox, the Fall, the Jesus and Mary Chain en Primal Scream verwezen allen naar Can als een bron van inspiratie. Radiohead liet zich voor verschillende albums inspireren door Can. Zo is "There There" van het album Hail to the Thief (2003) tot stand gekomen onder invloed van Cans Tago Mago. In de Duitse plaats Gronau is sinds 2007 de Inner Space Studio te zien als onderdeel van het Rock'n'popmuseum. In deze studio, oorspronkelijk gevestigd in Weilerswist bij Keulen, nam Can werk op tussen 1971 en 1978.

## Discografie

### Studioalbums
- (1969) Monster Movie
- (1970) Soundtracks
- (1971) Tago Mago
- (1972) Ege Bamyasi
- (1973) Future Days
- (1974) Soon Over Babaluma
- (1975) Landed
- (1976) Flow Motion
- (1977) Saw Delight
- (1978) Out of Reach
- (1979) Can
- (1979) Inner Space
- (1989) Rite Time

### Singles
- (1968) "Kama Sutra"/"Melting Away"
- (1970) "Soul Desert"/"Deadlock"
- (1971) "Turtles Have Short Legs"/"Halleluwah"
- (1972) "Spoon"/"Shikaro Maru Ten"
- (1973) "Moonshake"/"Splash"
- (1974) "Dizzy Dizzy"/"Come Sta La Luna"
- (1976) "I Want More"/"..and More"
- (1976) "Silent Night"/"Cascade Waltz"
- (1977) "Don't Say No"/"September"
- (1978) "Can-Can"/"Aspectacle"

### Verzamelalbums
- (1974) Limited Edition - verzameling zeldzame werken uit 1968-1974
- (1976) Unlimited Edition - verzameling zeldzame werken uit 1968-1975
- (1981) Delay 1968 - verzameling zeldzame werken en uittreksels uit 1968-1969
- (1991) Peel Sessions - opnames uit het BBC-radioprogramma John Peel Show van 1973-1976
- (1997) Radio Waves - verzameling zeldzame en live werken uit 1969-1972
- (1999) Live - verzameling liveopnames van 1972-1977 (oorspronkelijk verpakt bij de Can Box cd/video/boekset)
- (2012) The Lost Tapes - 3 cd-box met niet eerder uitgebrachte studio en live opnames

### Compilaties
- (1976) Opener - compilatie van albummateriaal uit 1972-1974
- (1978) Cannibalism 1 - compilatie van albummateriaal uit 1969-1974
- (1983) Incandenscence - compilatie van albummateriaal uit 1969-1977
- (1992) Cannibalism 2 - compilatie van albummateriaal uit 1974-1981
- (1993) Anthology - compilatie van album- en soundtrackmateriaal uit 1968-1991
- (1995) Cannibalism 3 - compilatie van soloalbummateriaal uit 1979-1991

### Bootlegs
- (1968) Prehistoric Future, Schloss Nörvenich 1968
- (1971) Mother Sky Berlin, Waldbühne 1971
- (1972) University Of Essex, Colchester, UK 8 mei 1972
- (1973) Horror Trip in the Paper House Köln, 3 februari 1972
- (1973) Live at Paris Olympia, France 1973
- (1975) Live at Sussex University, Brighton, november 1975
- (1975) Live at Stuttgart 31 oktober 1975
- (1976) Live at Hannover 4 november 1976
- (1976) London und Grenoble Live 1976

### Film en video
- (1972) Free Concert
- (1998) The Can Documentary
- (1999) The Can Box (box, bevat: Can Documentary, Free Concert, twee live-cd's en een boek)
- (2004) The Can DVD (2 dvd's en 1 audio-cd)

- Bibliothèque nationale de France: cb139022543 (data)
- Gemeinsame Normdatei: 5209599-X
- International Standard Name Identifier: 0000 0004 6027 920X
- Library of Congress Control Number: n95075498
- MusicBrainz: 13501c7d-d181-45ba-af52-5f101d8516a0
- Nationale Bibliotheek van Tsjechië: xx0029783
- Nationale Bibliotheek van Israël: 987009541266705171
- Système universitaire de documentation: 074081403
- Virtual International Authority File: 312847005